# Wilhelm Marstrand
Wilhelm Nikolaj Marstrand (Copenaghen, 24 dicembre 1810 – Copenaghen, 25 marzo 1873) è stato uno scultore danese.
Allievo di Christoffer Wilhelm Eckersberg, visse a lungo (1836-1848) a Roma e poi divenne direttore dell'Accademia delle belle arti di Copenaghen (1853).
Diede il meglio di sé nelle rappresentazioni di commedie e drammi di Ludvig Holberg.